# Tongje
Tongje (Dongye) törzsi államalakulat volt a Koreai-félsziget északkeleti részén, a mai észak-koreai Kangvon (Gangwon) tartomány területén.

## Története
Akárcsak Okcso (Okjeo), Tongje (Dongye) is Üman Csoszon (Wiman Joseon), majd a négy kormányzóság felügyelete alatt állt. Magas hegyekkel volt körülvéve, így kevéssé hatottak rá más kultúrák, hosszú időn át meg tudták őrizni hagyományaikat. Nyelvük, szokásaik, ruházatuk Kogurjóéra (Goguryeóéra) hasonlított. Klánstruktúrájuk volt, minden klánnak megvolt a maga területe, halászattal, vadászattal és földműveléssel foglalkoztak. Gazdag termőtalajuk volt, selymet és kendert állítottak elő, lovakkal és fókabőrrel kereskedtek. Istenségük a tigris volt. Az ötödik században Kvanggetho (Gwanggaeto) király végképp beolvasztotta őket Kogurjóba (Goguryeóba).